# ジョアン・ペレイラ (1984年生のサッカー選手)
ジョアン・ペドロ・ダ・シルヴァ・ペレイラ（João Pedro da Silva Pereira, 1984年2月25日 - ）は、ポルトガル・リスボン出身の元サッカー選手および指導者。現役時代のポジションは右サイドバック。
攻撃的なサイドバックにして、相手選手や審判相手と幾度となく口論する火のような気質で知られている。自国の強豪SLベンフィカとスポルティングCP等に在籍し、スーペル・リーガの舞台で199試合9得点を記録。2005年にはリーグ優勝を経験している。
ポルトガル代表としてはUEFA EURO 2012のメンバーに選出された。

## 選手時代

### ベンフィカ
リスボンに生まれたペレイラは、地元のSLベンフィカのユースに所属を経て2003年8月17日のボアヴィスタFC戦（アウェイ0-0）でリーグ初出場を飾り、以降を主にミッドフィルダーとして起用され25試合に出場した。
2004-05シーズンも定期的に先発起用されリーグ優勝を経験するも、翌2005-06シーズンにロナルド・クーマン監督が就任すると、構想外となり度々控えにまわされ、最終的にBチームにまで落とされた。ジル・ヴィセンテFCへの期限付き移籍を経て、2006年夏に同クラブへ売却された。

### ブラガ
2007年8月3日、ベンフィカへ去ったルイス・フィリペの後釜としてSCブラガと契約 し、完全に右サイドバックへとポジションを再変更した。
加入してすぐさま中心選手としてプレーし、2009年2月22日のアソシアサン・ナヴァル・プリメイロ・デ・マイオで移籍後初得点を挙げた。また、最初の2シーズンでイエローカード18枚、レッドカード1枚を提示された。

### スポルティングCP

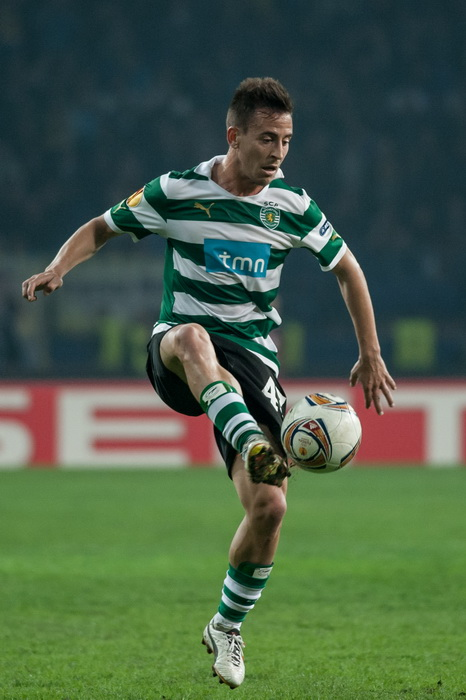
スポルティングCP選手時代（2012年）

2009年12月22日に移籍金300万ユーロでスポルティングCPと契約を締結。この時点でブラガとベンフィカが並び一時期リーグを牽引し、スポルティングに勝ち点差12をつけていたが、最終的に20以上も離され4位でシーズンを終えた。
2010-11シーズンは、中心選手としてミッドフィルダー及びディフェンダーで起用され3位で終えた。また、2011年4月30日のポルティモネンセSC戦（ホーム2-1勝利）で得点を挙げるも、審判をひどく侮辱したとして同僚のアンドレ・サントスに続き後半途中に退場処分となっている。

### バレンシア
2012年5月24日に移籍金360万ユーロでリーガ・エスパニョーラのバレンシアCFと3＋1年の契約を締結。8月19日のレアル・マドリード戦（アウェイ1-1）で公式戦初出場を飾る。

### ハノーファー96
2015年1月29日、バレンシアとの契約を解除し、ブンデスリーガのハノーファー96に加入。5試合の出場にとどまり、シーズン終了をもって退団。

### スポルティングCP（第2期）
2015–16シーズンより、古巣スポルティングCPに2年契約で復帰。主力やサブとして活躍するものの、トルコのトラブゾンスポルに移籍のため2016年末に退団。

### トラブゾンスポル
2016–17シーズン後半より、トルコ スュペル・リグのトラブゾンスポルに入団。主力として活躍し、2019-20シーズンにはカップ戦テュルキエ・クパスのタイトル獲得に貢献した。翌2020-21シーズン前半をもって退団。

### スポルティングCP（第3期）
2020-21シーズン後半より3度目の所属。翌シーズンからクラブの指導者転身を見据えての復帰であった。なお今シーズン、クラブは19年ぶりにプリメイラ・リーガ優勝を飾っている。シーズン終了後、予定通り選手生活に終止符を打つ。

### 代表

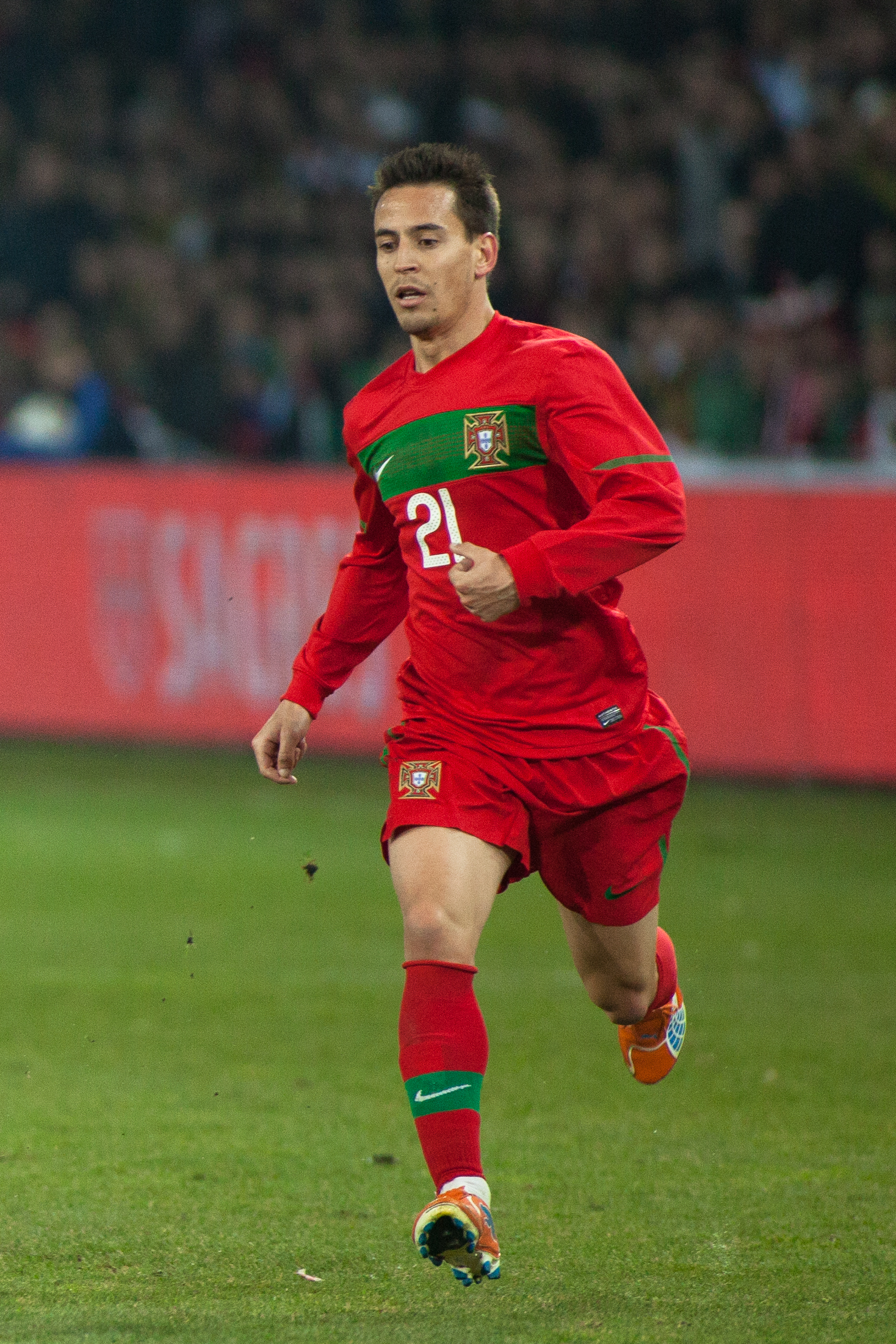
ポルトガル代表時代（2011年）

ベンフィカのユース時代には、U-15からU-21までの各年代別代表に招集されている。
パウロ・ベント新監督の下で2010年10月にポルトガルA代表に初招集され、UEFA EURO 2012予選のデンマーク代表戦で初出場を飾り、次のアイスランド戦にも出場。両試合とも3-1で勝利した。

## 指導歴

### スポルティングCP
指導者に転身し、2021–22シーズンよりスポルティングCPのU-23アシスタントコーチに就任。さらにヘッドコーチを経て2024–25シーズンからBチーム監督を務めていたシーズン途中の11月、ルーベン・アモリム監督の移籍に伴いトップチームの監督に昇格した。
リーグ開幕から無敗の状態で受け継いだものの、自身に代わってから不調が続きリーグ首位から陥落。早々の12月末に解任された。

## 代表歴

### 出場大会
- ポルトガル代表
  - 2014 FIFAワールドカップ

### 試合数
- 国際Aマッチ 40試合 0得点（2010年-2014年）[10]

| ポルトガル代表 | 国際Aマッチ | 国際Aマッチ |
| 年             | 出場        | 得点        |
| -------------- | ----------- | ----------- |
| 2010           | 3           | 0           |
| 2011           | 9           | 0           |
| 2012           | 11          | 0           |
| 2013           | 10          | 0           |
| 2014           | 7           | 0           |
| 通算           | 40          | 0           |

## タイトル

### 選手
トラブゾンスポル
- テュルキエ・クパス：1回 (2019-20)

スポルティング・クルーベ・デ・ポルトゥガル
- プリメイラ・リーガ：1回 (2020-21)